# Mohamed Bambari
Mohamed Bambari (Dajla, Sahara español, 1970) es un periodista y activista saharaui, miembro del colectivo Equipe Media.
En 2015, en un juicio a puerta cerrada, el gobierno marroquí lo condenó a 12 años de cárcel por su supuesta participación en las manifestaciones de Dajla en 2015, donde ejerció de periodista filmando los hechos. En 2016, tras una huelga de hambre pidiendo un juicio justo, la pena se redujo a 6 años, y lo trasladaron de la cárcel Negra de El Aaiún a la de Ait Melloul, en Marruecos, lejos de su hogar y del de sus familiares. ONG como Freedom Now han pedido su puesta en libertad.